# Phonofilm
Phonofilm  este primul sistem de înmagazinare a sunetului pe peliculă cinematografică. A fost inventat de Lee DeForest și Theodore Case la începutul anilor 1920.